# 保西代天府
22°59′53″N 120°16′39″E / 22.9979807°N 120.2776008°E
保西代天府，初稱大人廟，位於臺灣臺南市歸仁區，主祀玉勅代天巡狩( 朱府千歲、池府千歲、李府千歲)  ，民間尊稱保西三老爺，為臺灣民間盛行的王爺信仰系統代表之一，為三老爺開臺祖廟，俗稱歸仁大人廟，清康熙年間臺灣縣最弘敞之王爺廟。
與佳里金唐殿、南鯤鯓代天府合稱為「南瀛古三大代天府」。與歸仁仁壽宮、關廟山西宮合稱作「臺灣府城東門城外三大廟」。為保大西里（今歸仁區北部）大廟、西埔、媽廟、七甲、八甲地區信仰中心。

## 沿革
明朝末年，漳州府一帶居民渡海來臺灣，為祈求平安順利，自家鄉漳浦縣京仔社三王府迎請三老爺金身，隨船庇佑過黑水溝來臺灣，抵臺後原先供奉於民宅，因神威顯赫，屢有應驗，至明鄭永曆年間信眾議決建廟，地點原先決定在頂面園仔社，但運木材車行經現在廟址時突然停下來無法再移動，信眾請熟悉地理風水人士前來勘查，查出此地的風水為「睏虎之穴」之寶地，並經請示神明獲得指示要在此風水寶地興建廟宇，即現今歸仁區大廟里廟地。清治時期因轄境為保大西里一帶信仰之中心，信眾尊稱為保西三老爺，香火鼎盛，信眾並分靈至各地建廟。
保西代天府的文獻記載，據蔡相煇的說法則可追溯到康熙廿三年（1684年）的《福建通志》:382。
1994年地方人士商議重建，1999年竣工。

## 奉祀神祇

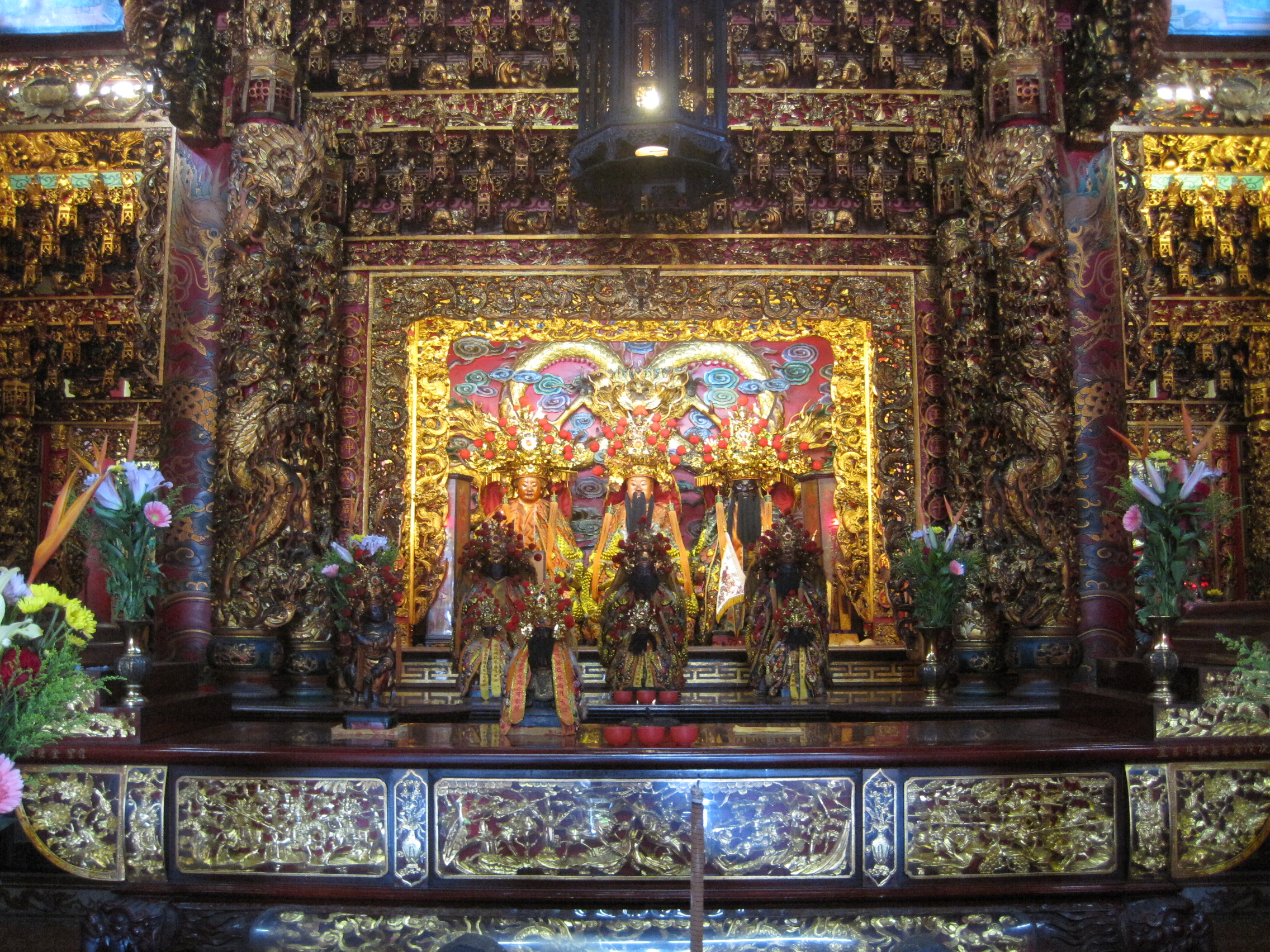
代天府正殿

| 位置 | 主祀                                           | 同祀     | 配祀                         |
| ---- | ---------------------------------------------- | -------- | ---------------------------- |
| 正殿 | 朱府（大千歲）、池府（二千歲）、李府（三千歲） |          | 保生大帝、姚府先鋒爺         |
| 後殿 | 觀世音菩薩                                     | 韋馱尊者 | 天上聖母、註生娘娘、十八羅漢 |
| 左殿 | 福德正神                                       |          |                              |
| 右殿 | 六十太歲                                       |          |                              |

### 主神身分
保西代天府的王爺身分有三種說法，分列如下:382：
- 三位結義兄弟，入宮演奏後被皇帝賜死，玉帝憐其無辜乃加封為王。
- 乃開漳聖王陳元光部將朱參、池文魁、李伯瑤三人。
- 實為鄭成功祖孫三代，即鄭成功、鄭經、鄭克臧。

據說當地人採信學者黃典權提出的開漳聖王部將之說法:382。陳金璋（歸仁潁川家廟歷史撰述者）也表示保西代天府的三曹老爺與姚府先鋒都是陳聖王（開漳聖王陳元光）的部下武將（但池文魁為明朝人，於廈門建有馬巷元威殿奉祀；姚先鋒則為宋朝人，與唐代的開漳聖王明顯不符史實，故此說法仍有爭議）:119。

## 其他
有說法認為保西代天府是分香自臺灣府城的東門大人廟:191。葉春榮〈大神吃小神：談鄭成功封神〉一文則指出兩廟數十年並無往來，也沒有交陪關係，又提及有說法指出東門大人廟的大人是念「Tāi-lîn」，歸仁大人廟是念「Tuā-lâng」，顯示兩廟有所不同:381。

## 延伸閱讀
- 《南瀛王船誌》。黃文博。臺南縣立文化中心，2000年。
- 《臺灣的王爺廟》。謝宗榮。遠足文化。西元2006年
- 《佳里金唐殿蕭壠香》。黃文博。臺南市政府文化局。西元2014年

## 外部連結
- 保西代天府的Facebook專頁